# ABCC11
Член 11 подсемейства С АТФ-связывающей кассеты — белок, который в организме человека кодируется геном АВСС11. Этот ген детерминирует тип ушной серы человека по консистенции (сухой или влажный) и играет важную роль в возникновении осмидроза (запаха экскрета апокринных потовых желёз). Ген, отвечающий за кодирование этого белка, находится в 16 хромосоме. Аллели гена различаются по 538-му азотистому основанию нуклеотида (гуанин или аденин). Они соответственно кодируют глицин и аргинин в белке. При сочетании GG или GA, аллель является доминантным и соответствует влажному типу ушной серы, а при AA — рецессивным и соответствует сухому типу ушной серы.

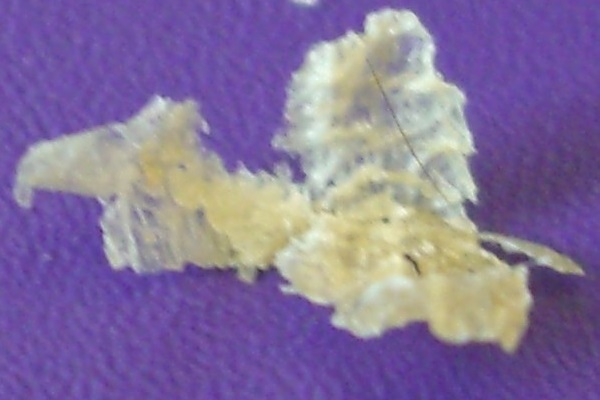
Сухой тип ушной серы
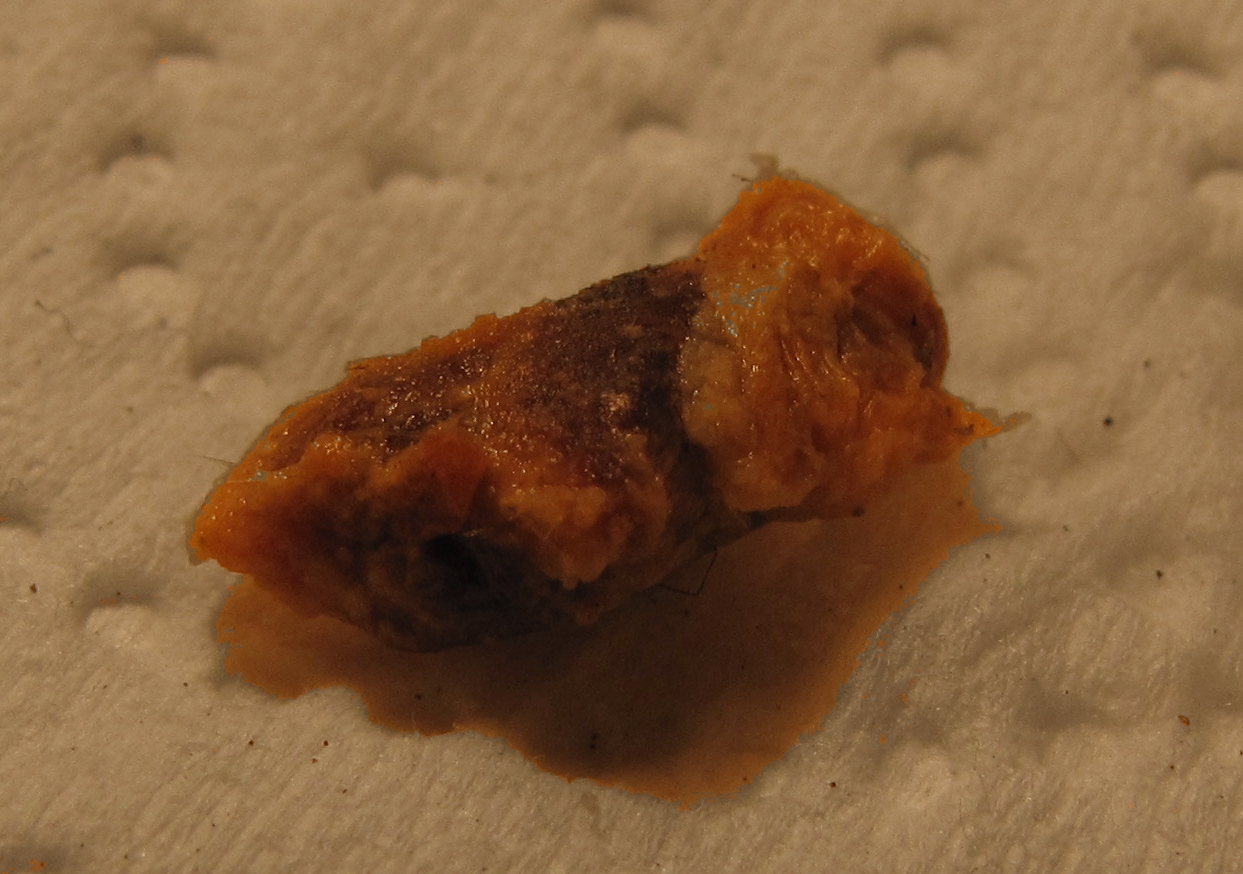
Влажный тип ушной серы